# Carlos de Solms-Hohensolms-Lich
El príncipe Carlos Fernando Guillermo de Solms-Lich-Hohensolms (27 de junio de 1866, Lich - 26 de julio de 1920) fue un político alemán. Fue presidente de la Cámara Alta de los estados del Gran Ducado de Hesse.

## Biografía
Carlos era el hijo mayor del Príncipe Hermann de Solms-Hohensolms-Lich (1838-1899) y su esposa Inés, Condesa de Stolberg-Wernigerode (1842-1904).
Contrajo matrimonio el 16 de octubre de 1894 en Wernigerode con la Princesa Emma (1875-1956), hija del príncipe Otón de Stolberg-Wernigerode. El matrimonio produjo cuatro hijos:
- Felipe Hermann (1895-1918), Príncipe de Solms-Hohensolms-Lich; cayó en batalla en Kostiantynivka (Ucrania).
- Ana-Inés (1899-1987), desposó en 1923 al Príncipe Carlos de Castell-Castell (1897-1945).
- Isabel (1903-1992), desposó en 1944 a Otto Vossler (1902-1987).
- Juana María (1905-1982), desposó en 1924 al Conde Jorge Federico de Solms-Laubach (1899-1969; nieto del Príncipe Bruno de Ysenburg y Büdingen); tuvieron descendencia, entre ellos:
  - Condesa Irene de Solms-Laubach, madre de la Condesa Donata de Castell-Rüdenhausen.
  - Condesa Mónica de Solms-Laubach, esposa del Príncipe Ernesto Augusto de Hanóver.

Como su único hijo varón, Felipe, murió en la I Guerra Mundial en 1918, tras la muerte de Carlos en 1920 su hermano menor Reinardo Luis (1867-1951) heredó el título de Príncipe de Solms-Hohensolms-Lich.

## Política
Cuando su padre Hermann, Príncipe de Solms-Hohensolms-Lich, murió en 1899, Carlos tomó el control como soberano. Como noble hesiano, fue miembro de la Cámara Alta de los estados del Gran Ducado de Hesse bajo la constitución de 1899 hasta la Revolución de Noviembre de 1918. Fue vicepresidente de la Cámara Alta de 1908 a 1914 y presidente de 1914 a 1918. De 1901 a 1918, también fue miembro de la Cámara Alta de Prusia.